# Revúca (Fluss)
Die Revúca ist ein 33 km langer linksufriger Nebenfluss der Waag in der Nordslowakei.
Er entspringt am Osthang des Ostredok, des höchsten Berges der Großen Fatra auf einer Höhe von etwa 1250 m n.m. und fließt zunächst in östlicher bis nordöstlicher Richtung. In Liptovská Osada nimmt die Revúca die rechtsufrigen Zuflüsse Korytnica und Lúžňanka zu und fließt danach Richtung Norden bis zur Mündung in die Waag hinter dem Stadtzentrum von Ružomberok. Zugleich bildet das Revúcatal die Grenze zwischen der Großen Fatra und der Niederen Tatra.
Ab der Mündung des Baches Trlenská bis zur Mündung ist der Fluss befahrbar.
Durch das Revúcatal verlief von 1908 bis 1974 der größte Teil der Schmalspurbahn Ružomberok–Korytnica.

## Orte und Gemeinden am Fluss
- Liptovské Revúce
- Liptovská Osada
- Podsuchá
- Biely Potok
- Ružomberok